# The Only One
"The Only One" är en sång av Tomas Ledin från 1988. Den finns med på hans tolfte studioalbum Down on the Pleasure Avenue (1988) men gavs även ut som singel samma år.
Den nådde inte någon listframgång. Den har inte inkluderas på något av Ledins senare live- och samlingsalbum.

### Fotnoter
1. 1 2  ”Tomas Ledin”. Svensk mediedatabas. http://smdb.kb.se/catalog/search?q=Tomas+Ledin&x=0&y=0. Läst 16 januari 2013.
2. ↑  ”The Only One”. Hitparad. http://swedishcharts.com/showitem.asp?interpret=Tomas+Ledin&titel=The+Only+One&cat=s. Läst 16 januari 2013.